# Amazon Standard Identification Number
Amazon Standard Identification Number (Amazon-standard-identifikations-nummer, kort ASIN) er et produktidentifikationsnummer, som Amazon.com og de andre Amazon-netbutikker anvender.
Hvert produkt, som udbydes på en Amazon-website, tildeles et entydigt ASIN. Ved bøger, der har et ISBN, er ASIN det samme som ISBN. Bøger uden ISBN og alle andre varer tildeles et ASIN.
ASIN kan ses på den enkelte vares produktside. Også webadressen (URLen) indeholder ASIN. Den korteste måde at bruge ASIN i URLen er:
http://amazon.com/dp/xxxxxxxxxx
hvor xxxxxxxxxx erstattes med ASIN. Eksempelvis er DVD-boxen med tv-serien Firefly blevet tildelt ASIN B0000AQS0F. URLen bliver derfor:
http://amazon.com/dp/B0000AQS0F

## Ekstern henvisning
- Amazon.com